# GF World Cup 2006
GF World Cup 2006 var den anden udgave af turneringen. Den blev afholdt i NRGi Arena i Århus og havde deltagelse af otte hold. De forsvarende mestre var Norge, der vandt den foregående udgave af turneringen. De deltog imidlertid ikke i 2006-udgaven. Turneringen blev vundet af Rusland, der vandt finalen med 29-28 over Rumænien.

## Indledende runde

### Gruppe 1
| Gruppe 1 | Gruppe 1 | Gruppe 1 | Gruppe 1 |
| Dato     | Hold 1   | Hold 2   | Resultat |
| -------- | -------- | -------- | -------- |
| 14.11    | Rumænien | Polen    | 33-27    |
| 14.11    | Danmark  | Sverige  | 33-27    |
| 15.11    | Rumænien | Sverige  | 28-20    |
| 15.11    | Danmark  | Polen    | 28-26    |
| 16.11    | Sverige  | Polen    | 24-23    |
| 16.11    | Danmark  | Rumænien | 24-25    |

| Gruppe 1 | Gruppe 1 | Gruppe 1 | Gruppe 1 |
| Hold     | Kampe    | Mål      | Point    |
| -------- | -------- | -------- | -------- |
| Rumænien | 3        | 86-71    | 6        |
| Danmark  | 3        | 85-78    | 4        |
| Sverige  | 3        | 71-84    | 2        |
| Polen    | 3        | 76-85    | 0        |

### Gruppe 2
| Gruppe 2 | Gruppe 2 | Gruppe 2  | Gruppe 2 |
| Dato     | Hold 1   | Hold 2    | Resultat |
| -------- | -------- | --------- | -------- |
| 14.11    | Ukraine  | Holland   | 25-24    |
| 14.11    | Rusland  | Brasilien | 38-34    |
| 15.11    | Rusland  | Holland   | 41-32    |
| 15.11    | Ukraine  | Brasilien | 39-31    |
| 16.11    | Ukraine  | Rusland   | 27-33    |
| 16.11    | Holland  | Brasilien | 31-25    |

| Gruppe 2  | Gruppe 2 | Gruppe 2 | Gruppe 2 |
| Hold      | Kampe    | Mål      | Point    |
| --------- | -------- | -------- | -------- |
| Rusland   | 3        | 112-93   | 6        |
| Ukraine   | 3        | 91-88    | 4        |
| Holland   | 3        | 87-91    | 2        |
| Brasilien | 3        | 90-108   | ?        |

## Slutkampe
| Semifinaler | Semifinaler | Semifinaler | Semifinaler |
| Dato        | Hold 1      | Hold 2      | Resultat    |
| ----------- | ----------- | ----------- | ----------- |
| 18.11       | Rumænien    | Ukraine     | 27-25       |
| 18.11       | Danmark     | Rusland     | 28-32       |

| Bronzekamp og finale | Bronzekamp og finale | Bronzekamp og finale | Bronzekamp og finale |
| Dato                 | Hold 1               | Hold 2               | Resultat             |
| -------------------- | -------------------- | -------------------- | -------------------- |
| 19.11                | Danmark              | Ukraine              | 24-20                |
| 19.11                | Rumænien             | Rusland              | 28-29                |

## Slutplaceringer
| World Cup 2006 | World Cup 2006                        |
| -------------- | ------------------------------------- |
| Guld           | Rusland                               |
| Sølv           | Rumænien                              |
| Bronze         | Danmark                               |
| 4.             | Ukraine                               |
| 5.- 8.         | Sverige · Polen · Holland · Brasilien |